# 유리연골결합
유리연골결합(synchondrosis) 또는 일차연골관절(primary cartilaginous joint)은 유리질 연골이 두 개의 뼈를 완전히 연결하는 일종의 연골 관절이다. 유리연골은 섬유연골로 형성되는 섬유연골 융합(Symphyses)과는 다르다. 유리연골결합은 움직일 수 없는 관절이다.

## 인체에서의 유리연골

### 영구적인 유리결합
- 첫째 복장갈비관절 (첫째 갈비뼈가 복장뼈의 자루와 만나는 곳)
- 바위뒤통수결합 (Petro-occipital synchondrosis)

### 일시적인 유리연골결합 (발달 중 융합됨)
- 뼈끝판
- 돌기
- 엉덩뼈, 궁둥뼈, 두덩뼈로 구성된 발달중인 엉덩관절의 유리연골
- 나비뼈 유리연골